# Pfarrhaus (Großhaslach)

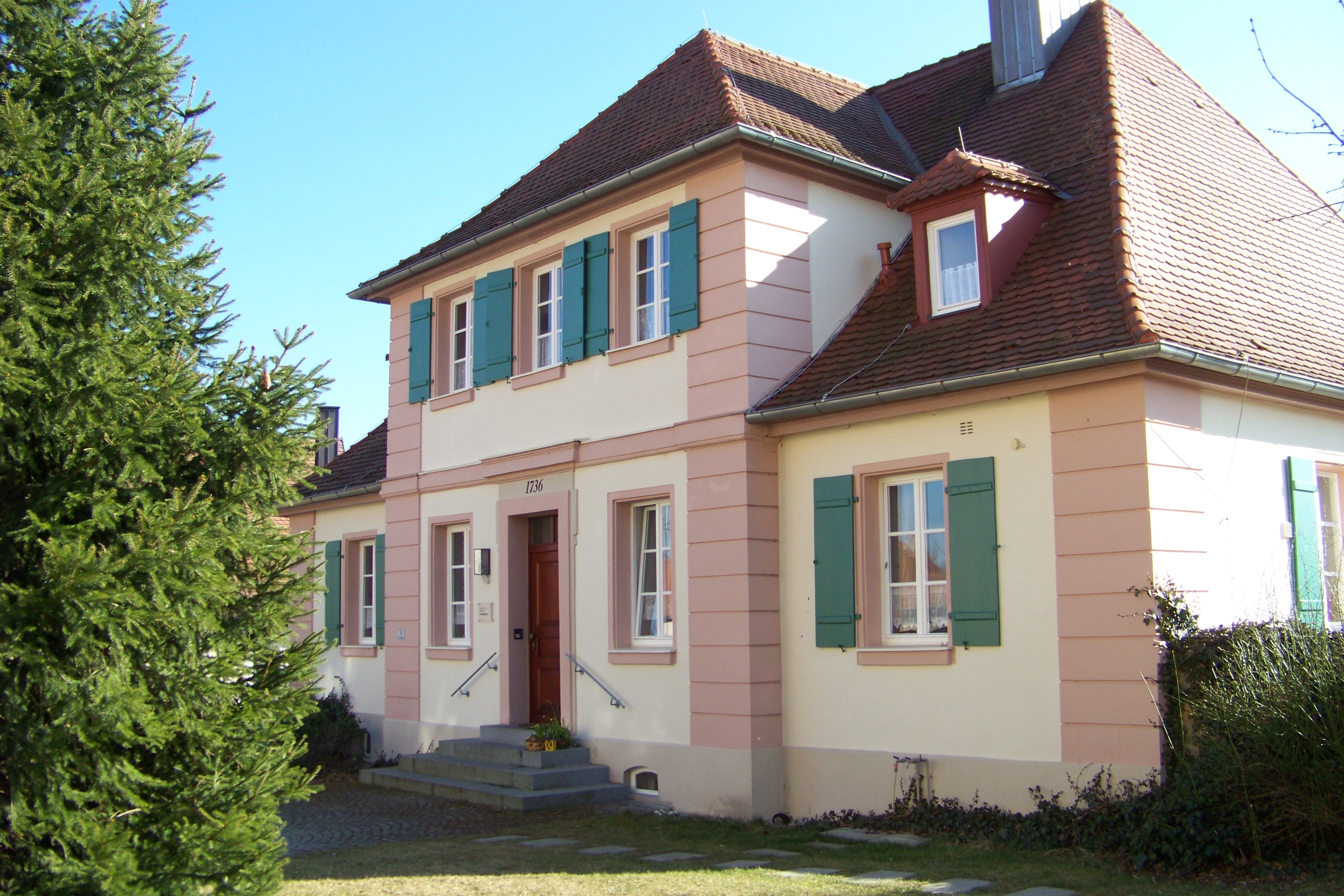
Pfarrhaus der Marienkirche in Großhaslach

Das Pfarrhaus in Großhaslach, einem Gemeindeteil von Petersaurach im mittelfränkischen Landkreis Ansbach in Bayern, wurde 1736 errichtet. Das Pfarrhaus am Kirchplatz 1 neben der evangelisch-lutherischen Pfarrkirche St. Maria ist ein geschütztes Baudenkmal.
Der eingeschossige Walmdachbau mit Mittelrisalit und Zwerchhaus besitzt Rustizierungen und eine Putzgliederung. Die Freitreppe führt zu einem geohrten Stichbogenportal mit Oberlicht.